# جائحة فيروس كورونا 2020 في غرب البنغال
تم تأكيد جائحة كوفيد -19، 2019-2020 لأول مرة في ولاية البنغال الغربية الهندية في 18 مارس 2020 في كلكتا . أكدت إدارة الصحة ورعاية الأسرة في حكومة ولاية البنغال الغربية أن 522 حالة إصابة، و 22 حالة وفاة و 119 حالة قد تماثلت بالشفاء، حتى 28 أبريل 2020.
تمتلك ولاية البنغال الغربية واحدة من أدنى معدلات اختبار فيروس كورونا في البلاد.

## خلفية
في 12 يناير 2020، أكدت منظمة الصحة العالمية عن ظهور فيروس كورونا المستجد كسبب للمرض التنفسي الذي أصاب مجموعة من الأشخاص في مدينة ووهان، مقاطعة خوبي، الصين، إذ أُبلغ عنهم إلى منظمة الصحة العالمية في 31 ديسمبر 2019. كانت نسبة الوفيات بين الحالات المُشخصة بكوفيد-19 أقل بكثير من جائحة فيروس سارس في عام 2003، لكن انتقال العدوى كان أكبر، والوفيات أيضًا.

## التسلسل الزمني
| حالات فيروس كوفيد-19 في ولاية البنغال الغربية الهندية الوفيات الشفاء الإصابة مارس مارس ابريل ابريل آخر 15 يوم آخر15يوم |  |            |           |
| التاريخ |  | #الاصابات  | # الوفيات |
| 2020-03-18 |  | 1(n.a.)    |           |
| 2020-03-20 |  | 2(+100%)   |           |
| 2020-03-21 |  | 3(+50%)    |           |
| 2020-03-22 |  | 4(+33%)    |           |
| 2020-03-23 |  | 7(+75%)    | 1(n.a.)   |
| 2020-03-24 |  | 9(+29%)    | 1(=)      |
| 2020-03-25 |  | 9(=)       | 1(=)      |
| 2020-03-26 |  | 10(+11%)   | 1(=)      |
| 2020-03-27 |  | 15(+50%)   | 1(=)      |
| 2020-03-28 |  | 17(+13%)   | 1(=)      |
| 2020-03-29 |  | 20(+18%)   | 1(=)      |
| 2020-03-30 |  | 22(+10%)   | 2(+100%)  |
| 2020-03-31 |  | 27(+23%)   | 3(+50%)   |
| 2020-04-01 |  | 37(+37%)   | 3(=)      |
| 2020-04-04 |  | 55(+49%)   | 3(=)      |
| 2020-04-06 |  | 67(+22%)   | 3(=)      |
| 2020-04-07 |  | 77(+15%)   | 5(+67%)   |
| 2020-04-08 |  | 79(+2.6%)  | 5(=)      |
| 2020-04-09 |  | 88(+11%)   | 5(=)      |
| 2020-04-10 |  | 97(+10%)   | 5(=)      |
| 2020-04-11 |  | 103(+6.2%) | 5(=)      |
| 2020-04-12 |  | 105(+1.9%) | 7(+40%)   |
| 2020-04-13 |  | 120(+14%)  | 7(=)      |
| 2020-04-14 |  | 130(+8.3%) | 7(=)      |
| 2020-04-15 |  | 142(+9.2%) | 7(=)      |
| 2020-04-16 |  | 157(+11%)  | 10(+43%)  |
| 2020-04-17 |  | 227(+45%)  | 10(=)     |
| 2020-04-18 |  | 252(+11%)  | 12(+20%)  |
| 2020-04-19 |  | 276(+9.5%) | 12(=)     |
| 2020-04-20 |  | 330(+20%)  | 12(=)     |
| 2020-04-21 |  | 362(+9.7%) | 15(+25%)  |
| 2020-04-22 |  | 394(+8.8%) | 15(=)     |
| 2020-04-23 |  | 452(+15%)  | 15(=)     |
| 2020-04-24 |  | 506(+12%)  | 18(+20%)  |
| 2020-04-25 |  | 546(+7.9%) | 18(=)     |
| 2020-04-26 |  | 586(+7.3%) | 20(+11%)  |
| 2020-04-27 |  | 633(+8%)   | 20(=)     |
| 2020-04-28 |  | 663(+4.7%) | 22(+10%)  |
| 2020-04-29 |  | 696(+5%)   | 22(=)     |
| |  |            |           |

### شهر فبراير
4 فبراير : تم إبقاء أحد ركاب مطار كولكاتا تحت عزلة المستشفى. بعد ذلك وظهر فحصه سلبيًا.

### مارس
17 مارس : إصابة رجل يبلغ من العمر 18 عامًا عائد من المملكة المتحدة في 15 مارس.
20 مارس : إصابة رجل يبلغ من العمر 22 عامًا، عائد من المملكة المتحدة في 13 مارس.
21 مارس : امرأة مصابة تبلغ من العمر 23 عامًا وعادت من اسكتلندا في 19 مارس.
22 مارس : رجل يبلغ من العمر 57 عامًا تم إدخاله إلى منشأة خاصة في شمال كولكاتا، وتم فحصه بنتيجة إيجابية.
23 مارس : تم الإبلاغ عن أول حالة وفاة لمريض بفيروس كوفيد-19 يبلغ من العمر 57 عاماً في مرفق خاصة. كان يعمل في السكك الحديدية ومؤخرا من بيلاسبور. وإصابة إثنين من الذكور بعمر (48 سنة و 20 سنة) وانثى تبلغ من العمر (47 سنة) كانا على اتصال مباشر بحالة مصابة.
24 مارس: تم فحص رجل مصاب عائد من مصر، يبلغ من العمر 58 عامًا، وأنثى عادت من المملكة المتحدة تبلغ من العمر 55 عامًا.
26 مارس : تم فحص رجل مصاب يبلغ من العمر 66 عامًا تم إدخاله إلى منشأة خاصة في جنوب كولكاتا.
27 مارس : إصابة رجل (عمره 11 عامًا) وأربع إناث(بعمر 27 عامًا و 45 عامًا و 6 سنوات و 9 أشهر)، وجميعهم ينتمون إلى مجموعة قريبة من الأشقاء والأقارب بنتيجة إيجابية. وقد اتصلوا بحالة مصابة في دلهي عائد من المملكة المتحدة في 16 مارس.
28 مارس : تم فحص إمرأتان تبلغان من العمر 76 عامًا و 56 عامًا تم وضعهما في الحجر الصحي بسبب اتصالهما المباشر مع حالة سابقة مصابة بكوفيد-19. وقد اتصلتا بأقاربهن المقربين الذين قدموا من الولايات المتحدة وسنغافورة.
29 مارس : إصابة امرأة تبلغ من العمر حوالي 44 عامًا تم إدخالها إلى مستشفى حكومي في كاليمبونج في 28 مارس قد سافرت مسبقا إلى تايلاند وكيرالا.
30 مارس : توفت امرأة تبلغ من العمر 44 عامًا من منطقة كاليمبونج في مستشفى حكومي في سيليجوري . توفت امرأة أخرى عمرها 48 عامًا في مستشفى حكومي في هاوراه بسبب أمراض الجهاز التنفسي الحادة، وتبين لاحقا أنها مصابة بفيروس كوفيد-19.
31 مارس : توفي أحد الذكور البالغ من العمر 57 عامًا وكان يعاني من مرض تنفسي حاد، في منشأة خاصة في حوراء. وتبين أنه مصاب. بلغ إجمالي عدد الوفيات في نهاية هذا الشهر هو 4.

### أبريل
1 أبريل: في الصباح الباكر، توفي رجل يبلغ من العمر 57 عامًا يعاني من فشل كلوي ورجل يبلغ من العمر 62 عامًا يعاني من ارتفاع ضغط الدم وحالات مرضية أخرى. وبحسب ما ورد أنهما مصابان تم فحصها للتأكيد على ذلك.

## الفحوصات

### مرافق الفحص
حتى 28 أبريل، كان لدى الولاية 15 مختبراً (9 حكومية و 6 خاصة) معتمدة من قبل المجلس الهندي للبحوث الطبية للفحص.

## نقاط الجذب
حددت الدولة 7 نقاط ساخنة اعتبارًا من 7 أبريل 2020. لم يتم الكشف عن أسماء النقاط الساخنة رسميًا. هناك شائعات بأن كولكاتا وهورا وبلجاريا وهالديا وإيجرا وتيهاتا وكاليمبونج هي النقاط الساخنة السبع.

## الأنشطة الحكومية
14 مارس: أعلنت الحكومة يوم السبت أن جميع المدارس والكليات والجامعات في الولاية ستظل مغلقة حتى 31 مارس، في ظل تطور الوضع بشأن انتشار فيروس كوفيد-19.
17 مارس: عززت حكومة الولاية دفاعها مع إعلان رئيس الوزراء ماماتا بانرجي عن إغلاق المؤسسات التعليمية حتى 15 أبريل. وقالت أنه حتى خدمات تنمية الطفل المتكاملة سيتم إغلاقها حتى 15 أبريل وسيتم إرسال كيلوغرامين من الأرز والبطاطس إلى الأطفال مباشرة حتى يمكن طهي الوجبات في المنزل.
21 مارس: قامت الحكومة بتفويض نظام جزئي للعمل من المنزل لـ 7.9 كرور شخص يحصلون على حصص غذائية مدعومة. ووعد رئيس الوزراء بأن الحكومة ستعطي حصص مجانية للفقراء حتى سبتمبر.
23 مارس: أعلنت البنغالية الغربية ماماتا بانرجي يوم الاثنين أن حكومة الولاية تنشئ صندوقًا بقيمة 200 كرور روبية للتعامل مع تأثير فيروس كوفيد-19.
24 مارس: تم إغلاق غرب البنغال بشكل كامل حتى 31 مارس.
25 مارس: قامت حكومة ولاية البنغال الغربية بتحويل كلية الطب والمستشفى، وكولكاتا لعزل الأشخاص المشتبه في إصابتهم بفيروس كورونا.
30 مارس: أصدرت حكومة ولاية البنغال الغربية أمرًا للسلطات في كل مقاطعة لوضع ترتيبات مؤقتة للمأوى والغذاء للمهاجرين والفقراء.